# 克勒什·乔玛·山多尔
克勒什·乔玛·山多尔（1784年3月27日—1842年4月11日），匈牙利语言学家、东方学家，现代藏学奠基人，首部藏英词典及语法书作者，据说其能阅读17种语言。
1820年，他为寻找马扎尔人族源而远赴东方，经历许多困苦到达拉达克。虽然生活艰难，他还是专心于对藏语的研究。1823年在藏斯卡写出首部藏英词典。1831年在加尔各答编写了《藏语语法》。死于大吉岭。